# Ferrari SF15-T
El Ferrari SF15-T (también conocido por su nombre interno, Proyecto 666) fue un monoplaza de Fórmula 1 diseñado por Simone Resta, Rory Byrne y James Allison para Ferrari para competir en la Temporada 2015 de Fórmula 1. Fue conducido por los campeones del mundo Kimi Räikkönen y Sebastian Vettel, que llega al equipo tras 6 años y 4 títulos mundiales en Red Bull Racing.
El monoplaza fue presentado al público el 30 de enero de 2015.

## Resultados
(Clave) (negrita indica pole position) (cursiva indica vuelta rápida)
| Año  | Motor              | Neu. | N.º | Pilotos          | 1   | 2   | 3   | 4   | 5   | 6   | 7   | 8   | 9   | 10  | 11  | 12  | 13  | 14  | 15  | 16  | 17  | 18  | 19  | Puntos | Pos. |
| ---- | ------------------ | ---- | --- | ---------------- | --- | --- | --- | --- | --- | --- | --- | --- | --- | --- | --- | --- | --- | --- | --- | --- | --- | --- | --- | ------ | ---- |
| 2015 | 059/4 1.6 V6 Turbo | P    |     |                  | AUS | MYS | CHN | BHR | ESP | MON | CAN | AUT | GBR | HUN | BEL | ITA | SIN | JPN | RUS | USA | MEX | BRA | ABU | 428    | 2.º  |
| 2015 | 059/4 1.6 V6 Turbo | P    | 5   | Sebastian Vettel | 3   | 1   | 3   | 5   | 3   | 2   | 5   | 4   | 3   | 1   | 12  | 2   | 1   | 3   | 2   | 3   | Ret | 3   | 4   | 428    | 2.º  |
| 2015 | 059/4 1.6 V6 Turbo | P    | 7   | Kimi Räikkönen   | Ret | 4   | 4   | 2   | 5   | 6   | 4   | Ret | 8   | Ret | 7   | 5   | 3   | 4   | 8   | Ret | Ret | 4   | 3   | 428    | 2.º  |